# Goyo Lebrero
Gregorio Lebrero Ortega, más conocido como Goyo Lebrero (Madrid, España, 19 de septiembre de 1920 - Ib., 8 de septiembre de 1980), fue un actor español. 

## Biografía
Nacido en una familia de actores, creció en el barrio madrileño de Puerta de Toledo. Era hijo de Francisco Lebrero y Josefa Ortega, que tenían una compañía de zarzuela. Comenzó sus estudios de Medicina en la misma época en la que ingresó al Teatro español universitario.
Después de abandonar sus estudios ingresó en la compañía Teatro Español en 1943 y debutó en la obra Romeo y Julieta (1943), de William Shakespeare.
Su carrera cinematográfica se inició en 1952 en Bienvenido, Mister Marshall, de Luis García Berlanga. Fue el primer trabajo de su trayectoria como actor de reparto en más de 120 películas, debido también a su físico menudo y de aspecto frágil lo convirtieron en hacer papeles cómicos tan imprescindibles del cine español.  
Entre las obras que interpretó, destaca el papel de El amor del gato y del perro (1945), de Enrique Jardiel Poncela, Hoy es fiesta (1956), de Antonio Buero Vallejo, Una muchachita de Valladolid (1958), de Joaquín Calvo Sotelo, La vida en un hilo (1959), de Edgar Neville, Comedia para asesinos (1960), de James Endharad y Los siete infantes de Lara (1966), de Lope de Vega.
Estuvo presente en los inicios de la televisión en España en los años 1960 y trabajó en programas como Estudio 1 o Novela.
También trabajó en doblaje y entre otros dobló al actor estadounidense Rory Calhoun. Formó parte del cuadro de actores de Radio Nacional de España desde la década de 1960. 
Fue el padre del actor José Manuel Lebrero. 
Falleció el 8 de septiembre de 1980, a los 59 años, debido a un cáncer. Está enterrado en el cementerio de la Almudena de Madrid.

## Filmografía (selección)
- Bienvenido, Mister Marshall (1952)
- Cerca de la ciudad (1952)
- Aeropuerto (1953)
- La Hermana Alegría (1955)
- La lupa (1955)
- El expreso de Andalucía (1956)
- Manolo, guardia urbano (1956)
- Un marido de ida y vuelta (1957)
- La cenicienta y Ernesto (1957)
- El Tigre de Chamberí (1957)
- ¡Viva lo imposible! (1958)
- El hombre del paraguas blanco (1958)
- Las chicas de la Cruz Roja (1958)
- Llegaron dos hombres (1959)
- El gafe (1959)
- Los tramposos (1959)
- Los económicamente débiles (1960)
- Un ángel tuvo la culpa (1960)
- La venganza de Don Mendo (1960)
- Días de feria (1960)
- Margarita se llama mi amor (1961)
- Fantasmas en la casa (1961)
- Atraco a las tres (1962)
- La reina del Chantecler (1962)
- El grano de mostaza (1962)
- Tómbola (1962)
- Marisol rumbo a Río (1963)
- Los derechos de la mujer (1963)
- El verdugo (1963)
- Una chica casi formal (1963)
- La verbena de la Paloma (1963)
- El extraño viaje (1964)
- Grandes amigos (1967)
- Pero...¿En que país vivimos (1967)
- Una señora estupenda (1967)
- 40 grados a la sombra (1967)
- Operación cabaretera (1967)
- Cuidado con las señoras (1968)
- Operación Mata-Hari (1968)
- Los que tocan el piano (1968)
- Carola de día, Carola de noche (1969)
- Cuatro noches de boda (1969)
- Susana (1969)
- Mi marido y sus complejos (1969)
- La vida sigue igual (1969)
- Una señora llamada Andrés (1970)
- El hombre que se quiso matar (1970)
- Después de los nueve meses (1970)
- Las Ibéricas F.C. (1971)
- El sobre verde (1971)
- Black story (La historia negra de Peter P. Peter) (1971)
- El Cristo del océano (1971)
- Si Fulano fuese Mengano (1971)
- La graduada (1971)
- Secuestro a la española (1972)
- La semana del asesino (1972)
- La corrupción de Chris Miller (1972)
- Soltero y padre en la vida (1972)
- Ligue Story (1972)
- Simón,contamos contigo (1972)
- Las señoritas de mala compañía (1973)
- Señora doctor (1973)
- Celos, amor y Mercado Común (1973)
- Le llamaban la madrina (1973)
- El calzonazos (1974)
- Como matar a papá... sin hacerle daño (1975)
- Celedonio y yo somos así (1977)
- Está que lo es (1977)
- Un hombre llamado Flor de Otoño (1978)
- Encuentro en el abismo (1979)
- Polvos mágicos (1979)

## Televisión
- Cuentos y leyendas
  - La rubia y el canario (1976)
- Los libros
  - Fray Gerundio de Campazas (14 de mayo de 1974)
- Stop
  - Don Ramón y el autostop (16 de octubre de 1972)
- La risa española
  - Qué solo me dejas (18 de julio de 1969)
- Estudio 1 
  - El caso de la señora estupenda (26 de enero de 1966)
  - Más allá del horizonte (15 de junio de 1966)
  - Cuando las nubes cambian de nariz (26 de octubre de 1966)
  - El glorioso soltero (21 de mayo de 1970)
  - Hamlet (23 de octubre de 1970)
  - Don Juan Tenorio (13 de noviembre de 1970)
  - Con la vida del otro (4 de junio de 1971)
  - La señorita de Trevélez (30 de julio de 1971)
  - El castigo de la miseria (1 de enero de 1972)
  - El Padre Pitillo (9 de mayo de 1972)
  - Mi mujer, el diablo y yo (6 de julio de 1973)
  - El complejo de Filemón (31 de agosto de 1973)
  - El alma se serena (8 de septiembre de 1975)
  - La prudencia en la mujer (26 de octubre de 1980)
- Novela
  - ¿Quién me asesinó? (3 de febrero de 1964)
  - Tartarín de Tarascón (5 de septiembre de 1966)
  - El gabinete de sueños (20 de noviembre de 1967)
  - El ladrón enamorado (18 de diciembre de 1967)
  - La Ínsula Barataria (27 de septiembre de 1970)
  - La prima Phillis (12 de marzo de 1973)
- Telecomedia de humor 
  - Con la vida del otro (22 de enero de 1967)
- Teatro de siempre 
  - El inspector (13 de octubre de 1967)
- Teatro para todos 
  - La muerte le sienta bien a Villalobos (8 de agosto de 1965)
- Primera fila
  - Esta noche es la víspera (10 de mayo de 1963)
  - La pradera de San Isidro (24 de mayo de 1963)
  - Corrupción en el Palacio de Justicia (8 de abril de 1965)
  - Una muchachita de Valladolid (12 de mayo de 1965)
- Gran teatro 
  - Las brujas de Salem (31 de enero de 1965)

## Teatro
- El amor del gato y del perro (1945), de Jardiel Poncela.
- ¡Sublime decisión! (1955), de Miguel Mihura.
- Hoy es fiesta (1956), de Antonio Buero Vallejo.
- Una muchachita de Valladolid (1958), de Joaquín Calvo Sotelo
- La vida en un hilo (1959), de Edgar Neville.
- Comedia para asesinos (1960), de James Endharad
- En Flandes se ha puesto el sol (1961), de Eduardo Marquina.
- Al final de la cuerda (1962), de Alfonso Paso.
- La casa de las chivas (1969), de Jaime Salom.[2]